# Libná
Libná (německý název Liebenau) je fakticky zaniklá ves v severovýchodních Čechách v okrese Náchod, je částí města Teplice nad Metují. Obec zanikla v druhé polovině 20. století, s demoličními pracemi se začalo po odsunu původních obyvatel německé národnosti. Dříve samostatná obec byla později součást Zdoňova (jiné místní části Teplice nad Metují), ale v roce 2009 byla znovuzřízena jako vlastní část města Libná.

## Poloha
Libná leží v severní části okresu Náchod v Královéhradeckém kraji, na státní hranici s Polskem. Bývalá ves se nachází v geomorfologickém celku Broumovská vrchovina, celé její území patří do CHKO Broumovsko. Ves byla situována podél toku bezejmenného potoka, který je přítokem Zdoňovského potoka. V západní části Libné se nachází turistický hraniční přechod do polské vsi Chełmsko Śląskie.

## Galerie

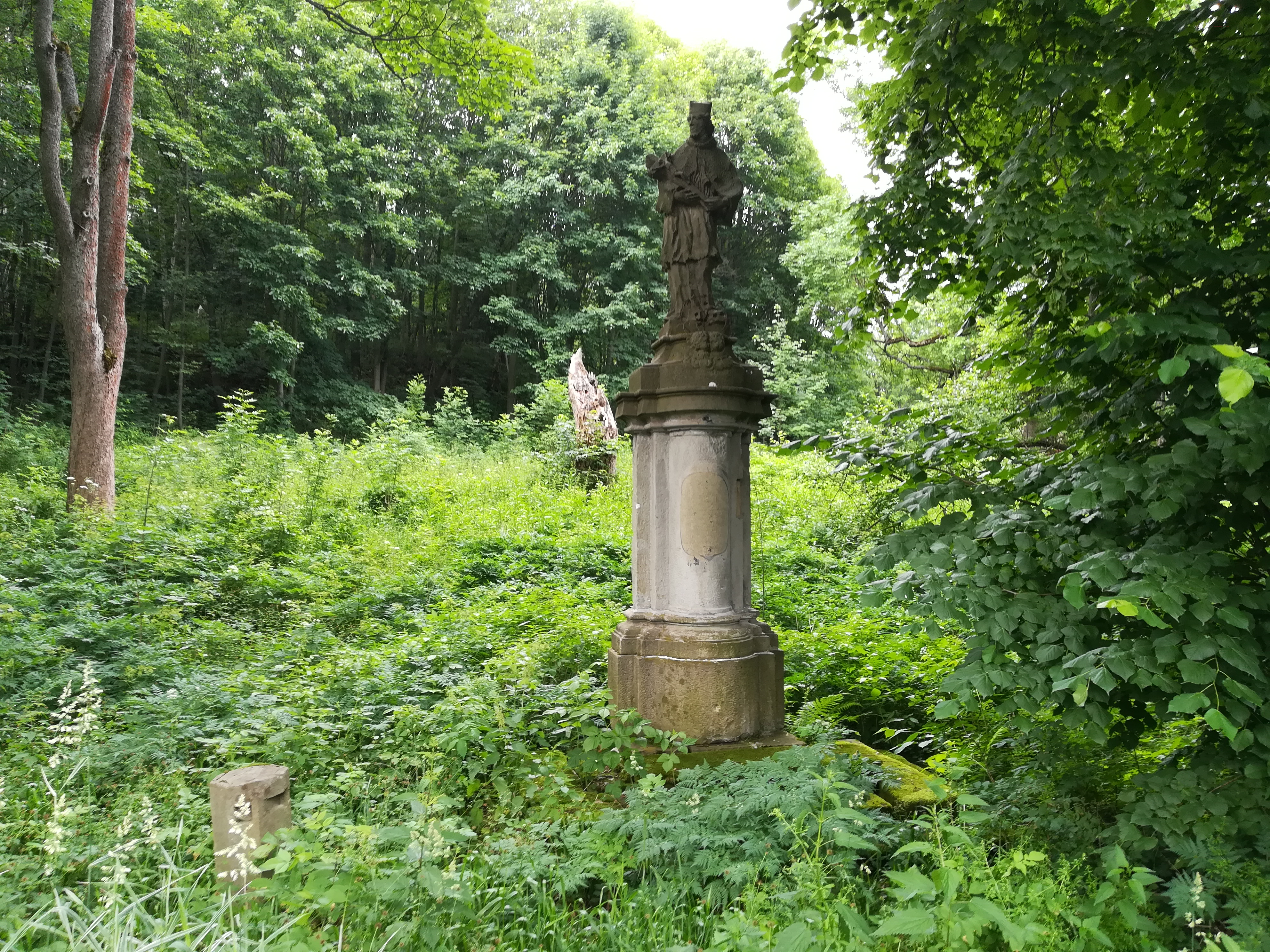
socha sv. Jana Nepomuckého
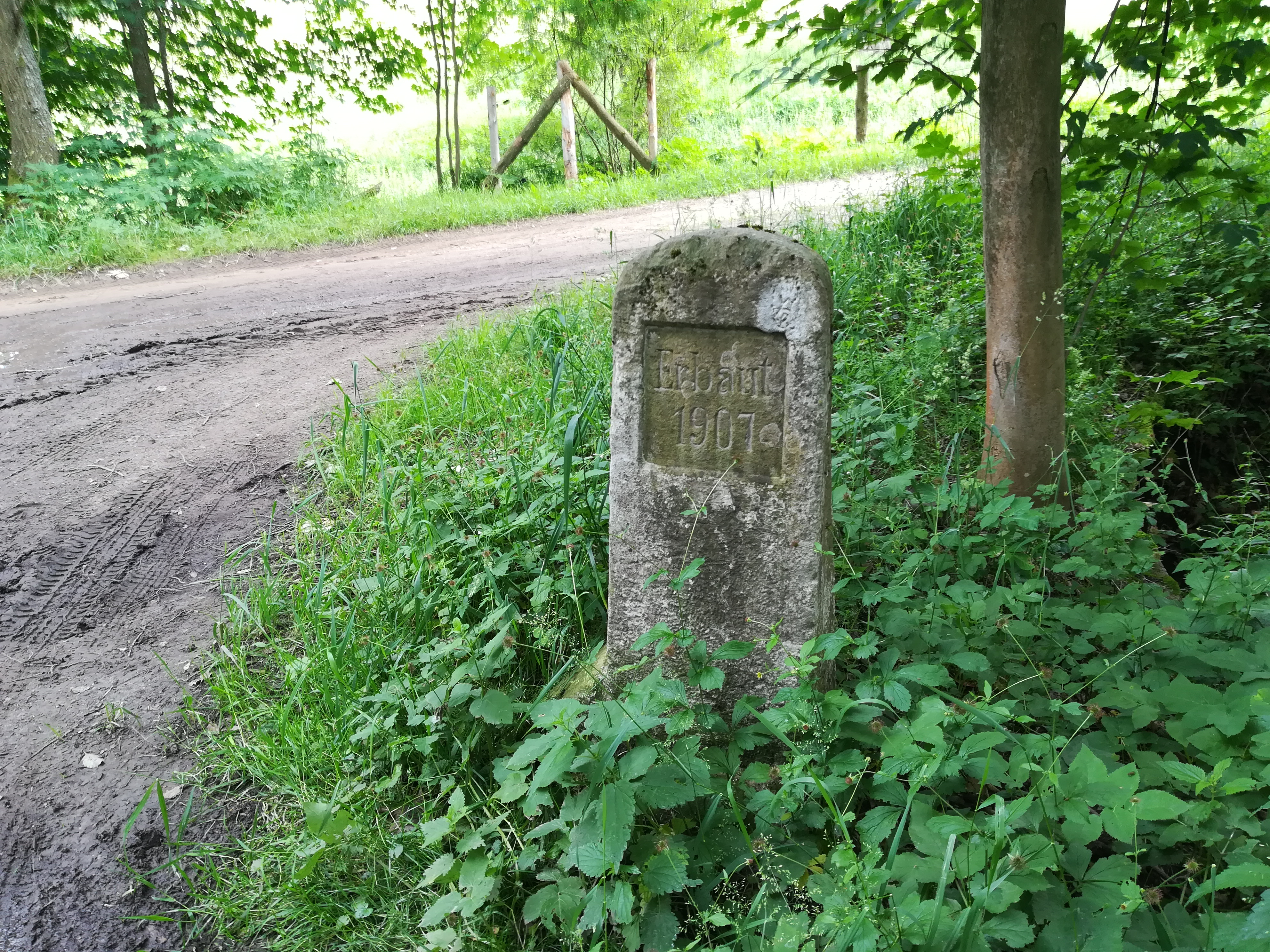
pamětní kámen
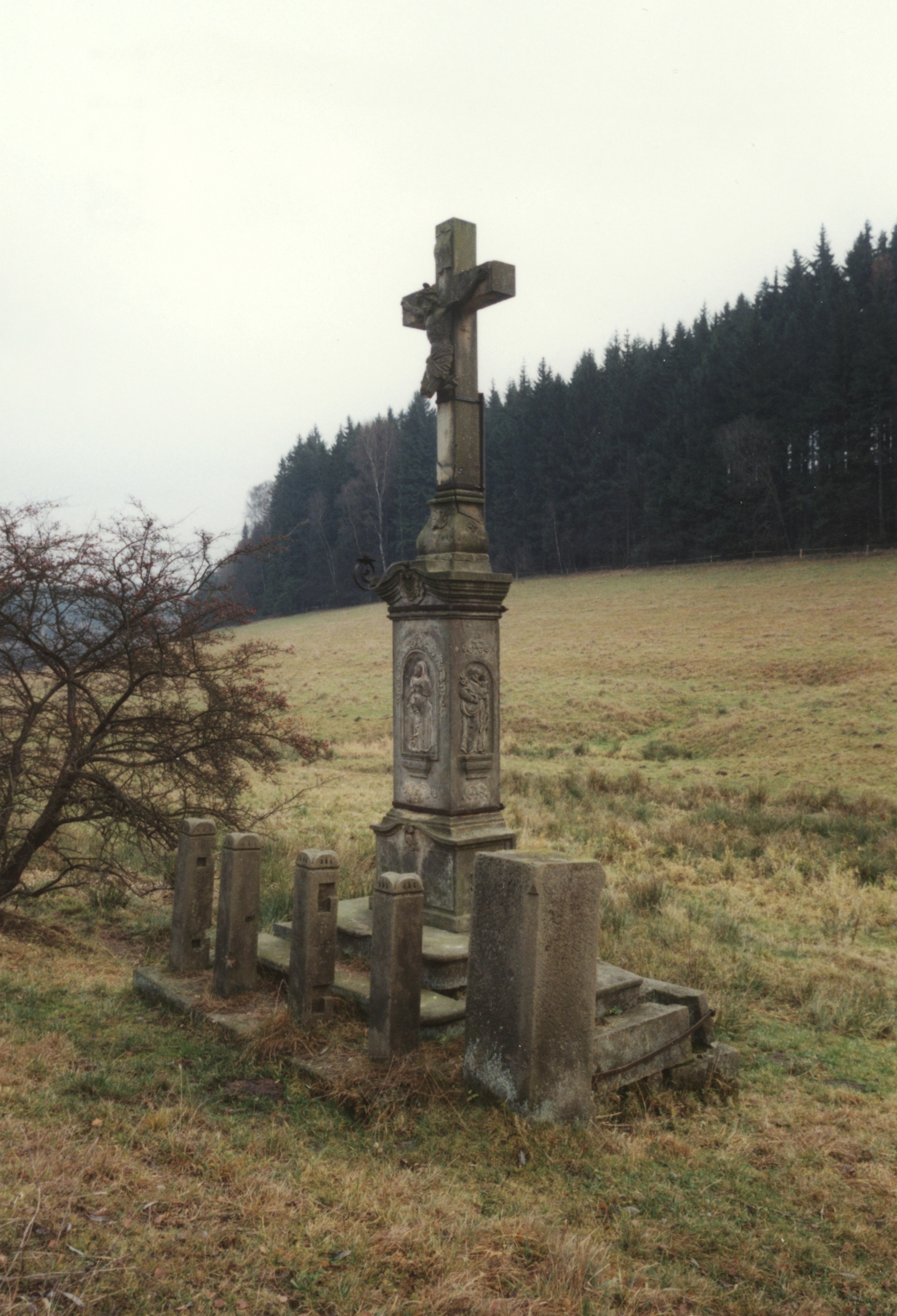
kříž